# 成川站
成川站（韓語：성천역）是朝鮮民主主義人民共和國平安南道成川郡成川邑的一個鐵路車站，属于平德线。

## 邻近车站
平德线
百源站 - 成川站 - 三德站